# 高河站
高河站是位于河南省洛阳市汝阳县内埠乡富河村的一个铁路车站，邮政编码471211。车站建于1970年，有焦柳铁路经过该站，现仅办理货运业务，不办理客运业务。车站距离月山站170公里，隶属郑州铁路局，是五等站，本站及相邻上下行区间均为电气化区段。